# Artur Reinhart
Artur Reinhart również Arthur Reinhart (ur. 24 marca 1965 w Kluczborku) – polski operator filmowy i montażysta. Dwukrotny zwycięzca Złotej Żaby podczas festiwalu Camerimage, dwukrotny zdobywca Polskiej Nagrody Filmowej za najlepsze zdjęcia, laureat Złotego Lwa za najlepsze zdjęcia podczas Festiwalu Polskich Filmów Fabularnych. Członek Polish Society of Cinematographers.

## Kariera
Rozpoczął studia reżyserskie w Łódzkiej Szkole Filmowej, jednak po dwóch semestrach przeniósł się na wydział operatorski, który ukończył w 1992 roku.
Początkowo pracował głównie na planach dokumentów i filmów krótkometrażowych. Współpracował m.in. z Marcelem Łozińskim, tworząc wraz z Jackiem Petryckim zdjęcia do nominowanego do Oscara w kategorii „najlepszy dokumentalny obraz krótkometrażowy” 89 mm od Europy.
W 1994 roku rozpoczął współpracę z Dorotą Kędzierzawską, realizując zdjęcia do jej filmu Wrony. Produkcja została ciepło przyjęta, a Reinhart otrzymał główną nagrodę Złotej Żaby podczas Międzynarodowego Festiwalu Sztuki Autorów Zdjęć Filmowych Plus Camerimage.

## Wybrana filmografia

### Zdjęcia
- 1993: 89 mm od Europy
- 1994: Wrony (Plus Camermimage – Złota Żaba)
- 1995: Prowokator
- 1997: Bandyta
- 1998: Nic (Festiwal Polski Filmów Fabularnych – nagroda za najlepsze zdjęcia)
- 2003: Dzieci Diuny (serial TV)
- 2005: Jestem (Plus Camermimage – nagroda główna w Konkursie Filmów Polskich, Festiwal Polski Filmów Fabularnych – nagroda za najlepsze zdjęcia, Polska Nagroda Filmowa Orzeł za najlepsze zdjęcia)
- 2006: Tristan i Izolda
- 2007: Pora umierać
- 2010: Jutro będzie lepiej
- 2010: Wenecja (Plus Camermimage – Złota Żaba, Festiwal Polski Filmów Fabularnych – nagroda za najlepsze zdjęcia, Polska Nagroda Filmowa Orzeł za najlepsze zdjęcia)
- 2012: Hatfields & McCoys (Nagrody Amerykańskiego Stowarzyszenia Operatorów Filmowych – Najlepsze zdjęcia do filmu telewizyjnego lub miniserialu – nominacja)

### Montaż
- 1994: Wrony
- 1998: Nic
- 2005: Jestem
- 2007: Pora umierać
- 2010: Jutro będzie lepiej

### Producent
- 1998: Nic
- 2005: Jestem
- 2007: Pora umierać
- 2010: Jutro będzie lepiej